# گورت

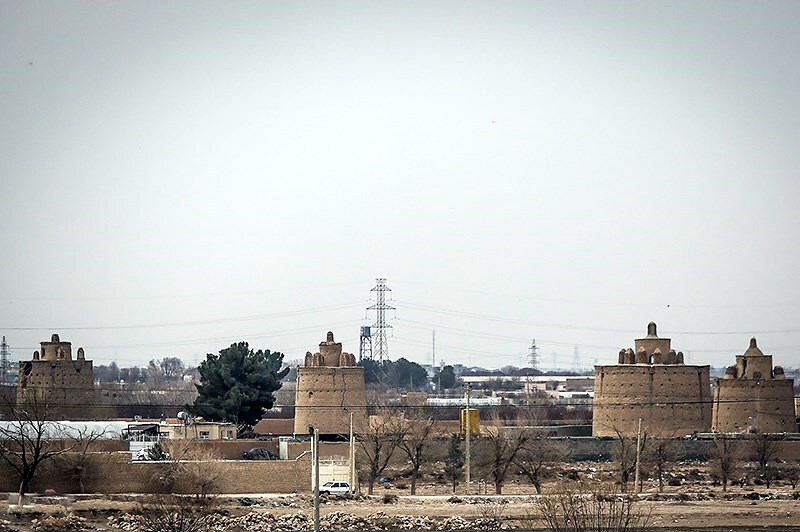
گَوَرت، از محلات شمال شرقی اصفهان

گورت، نام محله ای قدیمی در منطقه ۱۵ شهرداری اصفهان است که در شمال شرق شهر اصفهان و در مرکز استان اصفهان ایران قرار دارد. منطقه گورت مابین محله خوراسگان و آرامستان باغ رضوان اصفهان قرار دارد. این محله دارای مزارع و باغاتی در حاشیه خود می باشد که از قدیم الایام و به خصوص قبل از شروع دوران خشکسالی بخش های شرقی اصفهان که به دلیل انتقال آب زاینده رود اصفهان به استان یزد رخ داده است شغل اکثر مردم آن کشاورزی بوده است.
همچنین با توجه به قدمت تاریخی این محل ، این منطقه دارای برج های کبوتر متعدد وقدیمی و همچنین تکایا و مساجد قدیمی است که از نظر جنبه تاریخی می تواند برای گردشگران و باستان شناسان قابل توجه باشد.
لازم به ذکر است وجود دو امام زاده مجرب با نام های  امامزاده شاه مراد و امامزاده میرعماد در این محله، این محل را به یک مکان زیارتی برای مشتاقان تبدیل نموده است.

## جمعیت
محله گورت در دهستان قهاب جنوبی قرار دارد و براساس سرشماری مرکز آمار ایران در سال ۱۳۸۵، جمعیت آن ۴٬۶۱۲ نفر (۱٬۱۸۱خانوار) بوده‌است.